# Экономика Франции
Экономика Франции — развитая экономика страны-члена Евросоюза. ВВП на душу населения по ППС в 2023 году составлял 101 % от среднего уровня по Евросоюзу, в то время как номинальный ВВП на душу населения — 108,45 %. Франция — высокоразвитая страна, ядерная и космическая держава. По общему объёму экономики страна занимает второе место в Европейском союзе (после Германии) и стабильно входит в первую мировую десятку (в 2019 году Франция признана 6-й экономически развитой державой мира после США, Китая, Японии, Германии и Индии).
Тем не менее, после вступления в Еврозону, базовые экономические показатели страны демонстрируют тенденцию к ухудшению. Её вклад в экономику Еврозоны уменьшился с 17,0 % в 2000 году до 13,4 % в 2019 из-за неспособности конкурировать с более организованной экономикой Германии в рамках единого валютного союза. Доля Франции в мировом ВВП сократилась с 4,3 % в 1980 году до 2,2 % в 2023 году.
Серьёзной проблемой Франции является также и продолжающийся интенсивный рост населения, который в несколько раз превышает темпы ростa ВВП страны в 2000-е годы.

## Общая характеристика
В экономике преобладает сфера услуг, в которой занято 76,7 % экономически активного населения, на вторичный сектор приходится 20,5 %.
Поскольку торговый баланс страны стабильно отрицателен с 2001 года, единственным фактором современного роста французской экономики в условиях дорогой валюты (евро) остается стимулирование потребительского спроса дешевыми кредитами, из-за чего внешний долг страны в 2020 году превысил 100 % ВВП.
Традиционная особенность французской экономической политики, которая часто называется и её слабостью — большая (до 57 % в 2016 году) доля государственного сектора.
Существует планирование, но оно носит не нормативный, а индикативный характер (намеченные показатели не являются обязательными для частных предприятий). Велика доля в экономике иностранного капитала (промышленность до 40 %, недвижимость около 27,5 %, торговля — 20 %, сфера услуг — 9 %). На предприятиях с иностранным капиталом работают свыше 20 % трудящихся. Особенно велика доля иностранного капитала в информатике и других отраслях передовых технологий (свыше 50 %).

## История
По состоянию на начало XIV века (в период правления Филиппа IV) Франция была ведущей экономикой Европы, однако за этим последовали 5 веков стагнации, среди причин которой были войны, эпидемии чумы и неурожаи. В середине XVI века началось формирование французской колониальной империи, но, несмотря на её обширность, из-за неразвитости транспортной инфраструктуры это мало улучшило положение метрополии, а в конце XVIII века колонии в Северной Америке были утрачены. Наиболее ярким эпизодом в этот период было правление первого министра Жан-Батиста Кольбера во второй половине XVII века, в частности, в 1681 году был открыт Южный канал, связавший Атлантический океан со Средиземным морем.
Промышленная революция во Франции началась сравнительно поздно и была слабо выраженной. Первое сталелитейное производство было открыто в 1704 году в Лотарингии, единственном регионе Франции со значительными запасами железной руды. Первая доменная печь начала работу в 1782 году в Ле-Крёзо. В 1720 году на севере страны были обнаружены значительные запасы угля, однако он был низкого качества и труднодоступен для разработки, что сдерживало развитие промышленности. Первая железнодорожная линия была открыта в 1827 году, к 1850-м годам железнодорожная сеть с центром в Париже связала все основные города Франции; в 1838 году был выпущен первый французский паровоз. К 1830 году сложились три центра по переработке хлопка — в Руане, Лилле (с Рубе) и в Эльзасе, а Лион оставался центром производства шёлка. В 1878 году началось строительство крупного сталелитейного комбината в Уканже (также в Лотарингии). В конце XIX века начали развиваться отрасли второй промышленной революции — электротехника, химическая промышленность, выплавка алюминия. Потребность в сырье привела к созданию новой колониальной империи в Африке и Юго-Восточной Азии. Производство автомобилей во Франции было начато в 1886 году компанией Panhard. Через три года был открыт завод Renault, вскоре после этого — Peugeot, а в 1919 году — Citroën. Тем не менее, даже в начале XX века, Франция оставалась преимущественно аграрной страной.
В 1940 году Франция была разгромлена за 6 недель, что продемонстрировало её промышленную отсталость по сравнению с Германией. Сразу после Второй мировой войны началось внедрение политики, получившей название «дирижизм». Была проведена массовая национализация, под государственный контроль перешли крупные банки и страховые компании, электрические и газовые компании, авиакомпания Air France и автопроизводитель Renault. Для модеризации промышленности Жаном Монне был предложен пятилетний план, позже он несколько раз продлевался. Часть финансирования была получена от США в рамках плана Маршалла. В 1950 году была провозглашена Декларация Шумана об объединении угледобывающей и сталелитейной промышленности Франции и Германии, что положило начало формированию Евросоюза. В целом три послевоенных десятилетия стали для Франции периодом быстрого экономического роста, хотя он и уступал «немецкому экономическому чуду». Проблемы в экономике начались в конце 1960-х годов и вылились в беспорядки 1968 года, это было усугублено нефтяным кризисом 1973 года, поскольку Франция полностью зависела от импорта нефти. С 1970-х годов началось активное развитие атомной энергетики. Избрание Ф. Миттерана в 1981 году президентом привело к новой волне национализации: в собственность государства перешло 39 коммерческих банков.
В 1986 году премьер-министром Франции стал Жак Ширак, который выдвинул программу приватизации 65 госпредприятий. Первым объектом стала нефтегазовая компания Elf Aquitaine (позже ставшая TotalEnergies), за ней последовали промышленный конгломерат Saint-Gobain, банки Paribas и Société Générale, компании Alcatel и Havas. После биржевого краха 1987 года приватизация была приостановлена. Процесс приватизации возобновился в 1993 году, поскольку сохранялась проблема дефицита бюджета, достигавшего 4—5 % ВВП. Первыми крупными объектами второй волны приватизации стали химическая группа Rhône-Poulenc и банк BNP, в 1994 году была частично приватизирована группа Renault, а в 1995 году — металлургический концерн Pechiney. В ходе приватизации 10 % акций было зарезервировано для покупки сотрудниками предприятий, а 30 % — для крупных инвесторов (французских банков, страховых и финансовых компаний).
Мировой экономический кризис 2008 года, хотя во Франции и не был глубоким, потребовал значительного времени для восстановления, роста экономики по сравнению с докризисным уровнем, удалось достичь лишь в 2015 году.

## Структурные проблемы
К традиционно слабым сторонам французской экономики относятся: относительно высокая безработица, особенно среди молодёжи и в заморских департаментах;
хронический дефицит бюджета с 1981 года, вызванный, в частности, большими расходами на социальную сферу;
зависимость экономики от госсектора; большой размер внешнего долга (свыше 90 % ВВП в 2013 году; 98,9 % в 2017);
относительно низкий уровень внедрения технологий в промышленность; слабая экспортная база и, как следствие — отрицательное сальдо торгового баланса (с 2001 года);
большой приток мигрантов (около трети всех мигрантов в ЕС направляются во Францию из-за высоких социальных гарантий).
Слабые стороны экономики Франции стали более очевидны после вступления страны в Еврозону, в рамках которой Франция продолжает терять конкурентоспособность из-за дорогого, относительно качества её продукции, евро.
Общий накопленный долг французской экономики (государственный, физический и юридический вместе) к 2016 году достиг 280 % ВВП, на 66 % выше, чем в 2007. По этому показателю Франция превзошла даже Италию (259 %).

## Статистика
В следующей таблице показаны основные экономические показатели с 1980 года. Инфляция менее 5 % обозначена зелёной стрелкой.
| Год  | ВВП по ППС (млрд $) | ВВП по ППС на душу населения ($) | ВВП номинал (млрд $) | ВВП номинал на душу населения ($) | Рост ВВП, % | Инфляция, % | Безработица, % | Госдолг (% от ВВП) |
| ---- | ------------------- | -------------------------------- | -------------------- | --------------------------------- | ----------- | ----------- | -------------- | ------------------ |
| 1980 | 593                 | 10 760                           | 695                  | 12 620                            | ▲1,8 %      | ▲13,1 %     | 6,3 %          | 21,3 %             |
| 1981 | ▲656                | ▲11 850                          | ▼613                 | ▼11 060                           | ▲1,1 %      | ▲13,3 %     | ▲7,4 %         | ▲22,6 %            |
| 1982 | ▲714                | ▲12 810                          | ▼581                 | ▼10 430                           | ▲2,5 %      | ▲12,0 %     | ▲8,1 %         | ▲26,2 %            |
| 1983 | ▲751                | ▲13 400                          | ▼556                 | ▼9920                             | ▲1,3 %      | ▲9,5 %      | ▼7,4 %         | ▲27,7 %            |
| 1984 | ▲791                | ▲14 060                          | ▼527                 | ▼9360                             | ▲1,6 %      | ▲7,7 %      | ▲8,5 %         | ▲30,2 %            |
| 1985 | ▲830                | ▲14 670                          | ▲552                 | ▲9750                             | ▲1,7 %      | ▲5,8 %      | ▲8,7 %         | ▲31,9 %            |
| 1986 | ▲866                | ▲15 250                          | ▲766                 | ▲13 490                           | ▲2,3 %      | ▲2,5 %      | ▲8,9 %         | ▲32,4 %            |
| 1987 | ▲911                | ▲15 950                          | ▲927                 | ▲16 240                           | ▲2,6 %      | ▲3,3 %      | ▲9,2 %         | ▲34,8 %            |
| 1988 | ▲987                | ▲17 190                          | ▲1010                | ▲17 650                           | ▲4,6 %      | ▲2,7 %      | ▼8,8 %         | ▼34,7 %            |
| 1989 | ▲1070               | ▲18 590                          | ▲1020                | ▼17 640                           | ▲4,5 %      | ▲6,6 %      | ▼8,7 %         | ▲35,5 %            |
| 1990 | ▲1140               | ▲19 710                          | ▲1260                | ▲21 740                           | ▲2,9 %      | ▲0,3 %      | ▼8,4 %         | ▲36,8 %            |
| 1991 | ▲1200               | ▲20 550                          | ▬1260                | ▼21 680                           | ▲1,1 %      | ▲3,4 %      | ▲8,6 %         | ▲37,8 %            |
| 1992 | ▲1240               | ▲21 210                          | ▲1390                | ▲23 780                           | ▲1,5 %      | ▲2,5 %      | ▲9,4 %         | ▲41,7 %            |
| 1993 | ▲1270               | ▲21 510                          | ▼1320                | ▼22 360                           | ▼-0,7 %     | ▲2,2 %      | ▲10,3 %        | ▲48,2 %            |
| 1994 | ▲1320               | ▲22 420                          | ▲1390                | ▲23 510                           | ▲2,4 %      | ▲1,7 %      | ▲10,7 %        | ▲51,6 %            |
| 1995 | ▲1390               | ▲23 370                          | ▲1600                | ▲26 930                           | ▲2,3 %      | ▲1,8 %      | ▼10,5 %        | ▲57,8 %            |
| 1996 | ▲1430               | ▲24 030                          | ▬1600                | ▼26 880                           | ▲1,4 %      | ▲2,1 %      | ▲10,8 %        | ▲60,6 %            |
| 1997 | ▲1490               | ▲24 970                          | ▼1450                | ▼24 310                           | ▲2,3 %      | ▲1,3 %      | ▲10,9 %        | ▲62,0 %            |
| 1998 | ▲1560               | ▲26 040                          | ▲1500                | ▲25 020                           | ▲3,6 %      | ▲0,7 %      | ▼10,7 %        | ▲62,1 %            |
| 1999 | ▲1630               | ▲27 170                          | ▼1490                | ▼24 760                           | ▲3,3 %      | ▲0,6 %      | ▼10,4 %        | ▼61,4 %            |
| 2000 | ▲1740               | ▲28 810                          | ▼1360                | ▼22 500                           | ▲4,1 %      | ▲1,8 %      | ▼9,2 %         | ▼59,7 %            |
| 2001 | ▲1820               | ▲29 790                          | ▲1370                | ▲22 490                           | ▲1,9 %      | ▲1,8 %      | ▼8,5 %         | ▼59,3 %            |
| 2002 | ▲1860               | ▲30 370                          | ▲1490                | ▲24 300                           | ▲1,2 %      | ▲1,9 %      | ▼8,3 %         | ▲61,3 %            |
| 2003 | ▲1920               | ▲31 060                          | ▲1830                | ▲29 680                           | ▲0,8 %      | ▲2,2 %      | ▲8,5 %         | ▲65,4 %            |
| 2004 | ▲2020               | ▲32 470                          | ▲2110                | ▲33 880                           | ▲2,6 %      | ▲2,3 %      | ▲8,9 %         | ▲66,9 %            |
| 2005 | ▲2130               | ▲33 890                          | ▲2190                | ▲34 960                           | ▲1,7 %      | ▲1,9 %      | ▬8,9 %         | ▲68,2 %            |
| 2006 | ▲2260               | ▲35 700                          | ▲2320                | ▲36 690                           | ▲2,6 %      | ▲1,9 %      | ▬8,9 %         | ▼65,4 %            |
| 2007 | ▲2370               | ▲37 340                          | ▲2660                | ▲41 760                           | ▲2,4 %      | ▲1,6 %      | ▼8,0 %         | ▼65,5 %            |
| 2008 | ▲2430               | ▲37 940                          | ▲2930                | ▲45 750                           | ▲0,2 %      | ▲3,2 %      | ▼7,4 %         | ▲69,8 %            |
| 2009 | ▼2380               | ▼36 930                          | ▼2700                | ▼41 940                           | ▼-2,8 %     | ▲0,1 %      | ▲9,1 %         | ▲84,1 %            |
| 2010 | ▲2450               | ▲37 890                          | ▼2650                | ▼40 990                           | ▲1,8 %      | ▲1,7 %      | ▲9,3 %         | ▲86,3 %            |
| 2011 | ▲2560               | ▲39 440                          | ▲2870                | ▲44 200                           | ▲2,2 %      | ▲2,3 %      | ▼9,2 %         | ▲88,7 %            |
| 2012 | ▲2610               | ▲40 070                          | ▼2680                | ▼41 150                           | ▲0,4 %      | ▲2,2 %      | ▲9,8 %         | ▲91,7 %            |
| 2013 | ▲2680               | ▲40 920                          | ▲2820                | ▲42 950                           | ▲0,7 %      | ▲1,0 %      | ▲10,3 %        | ▲94,5 %            |
| 2014 | ▲2760               | ▲41 700                          | ▲2860                | ▲43 280                           | ▲1,0 %      | ▲0,6 %      | ▬10,3 %        | ▲96,1 %            |
| 2015 | ▲2810               | ▲42 320                          | ▼2440                | ▼36 780                           | ▲1,0 %      | ▲0,1 %      | ▲10,4 %        | ▲96,9 %            |
| 2016 | ▲2860               | ▲42 910                          | ▲2470                | ▲37 080                           | ▲0,7 %      | ▲0,3 %      | ▼10,1 %        | ▲98,1 %            |
| 2017 | ▲2980               | ▲44 560                          | ▲2590                | ▲38 760                           | ▲2,3 %      | ▲1,2 %      | ▼9,4 %         | ▲98,7 %            |
| 2018 | ▲3110               | ▲46 500                          | ▲2780                | ▲41 540                           | ▲1,6 %      | ▲2,1 %      | ▼9,0 %         | ▼98,5 %            |
| 2019 | ▲3450               | ▲51 220                          | ▼2720                | ▼40 490                           | ▲2,1 %      | ▲1,3 %      | ▼8,4 %         | ▼98,1 %            |
| 2020 | ▼3350               | ▼49 600                          | ▼2650                | ▼39 230                           | ▼-7,6 %     | ▲0,5 %      | ▼8,0 %         | ▲114,8 %           |
| 2021 | ▲3660               | ▲54 020                          | ▲2970                | ▲43 850                           | ▲6,8 %      | ▲2,1 %      | ▼7,9 %         | ▼112,7 %           |
| 2022 | ▲4020               | ▲59 070                          | ▼2800                | ▼41 100                           | ▲2,6 %      | ▲5,9 %      | ▼7,3 %         | ▼111,3 %           |
| 2023 | ▲4210               | ▲61 710                          | ▲3060                | ▲44 790                           | ▲1,1 %      | ▼5,7 %      | ▬7,3 %         | ▼109,7 %           |
| 2024 | ▲4360               | ▲63 700                          | ▲3160                | ▲46 200                           | ▲1,1 %      | ▼2,3 %      | ▲7,4 %         | ▲113,1 %           |

### ВВП

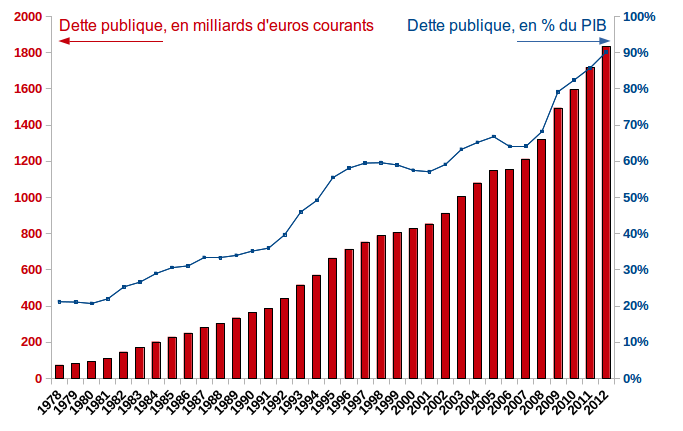
Госдолг Франции и его соотношение с ВВП

В 2021 году ВВП Франции составил 2,5 трлн евро. Важнейшим регионом является Иль-де-Франс (включающий Париж), на него пришлось 764,8 млрд евро; далее по уровню валового регионального продукта следовали Овернь — Рона — Альпы (290,9 млрд евро), Новая Аквитания (189,3 млрд евро), Окситания (181,3 млрд евро), Прованс — Альпы — Лазурный Берег (181,1 млрд евро), О-де-Франс (174,3 млрд евро), Гранд-Эст (166,9 млрд евро), Пеи-де-ла-Луар (127,2 млрд евро), Бретань (108,3 млрд евро), Нормандия (99,3 млрд евро), Бургундия — Франш-Конте (81,7 млрд евро), Центр — Долина Луары (78,3 млрд евро), Реюньон (20,3 млрд евро), Корсика (10,1 млрд евро), Мартиника (9,1 млрд евро), Гваделупа (8,9 млрд евро), Гвиана (4,6 млрд евро), Майотта (2,9 млрд евро).
Наиболее крупным сектором экономики является сфера услуг (82 % ВВП), основными отраслями являются розничная торговля, туризм, финансовые услуги и государственные расходы. На промышленность приходится 16 % ВВП, в том числе на производство — 9 %. На сельское хозяйство приходится около 2 % ВВП.

## Финансовая система
Основными регуляторами финансового рынка являются Министерство бюджета, государственных счетов и гражданской администрации Франции, Министерство экономики, промышленности и занятости и Банк Франции. Банк Франции выполняет функции центрального банка, но не является государственным (в 1993 году получил независимость от государственного контроля). Золотовалютные резервы Банка Франции на конец 2017 года составляли $156,4 млрд (15-е место в мире, на конец 2015 года они составляли $138,2 млрд).
В конце 1945 года 4 крупнейших банка Франции были национализированы, на них приходилось половина всех банковских активов страны, и правительство поощряло их рост за счёт поглощений меньших банков. К 1960-м годам банковский рынок достиг насыщения, и дальнейший рост банков происходил за счёт международной экспансии и расширения сферы деятельности в инвестиционный банкинг, управление активами, страхование и международную торговлю. В 1980—90-х годах крупнейшие банки были приватизированы. В 2000 году произошло слияние BNP и Paribas в BNP Paribas, в 2003 году — слияние Crédit Agricole и Crédit Lyonnais, в 2008 году объединились две сети кооперативных банков, сформировав Groupe BPCE. Таким образом во Франции возникли 4 банка с активами более триллиона долларов: BNP Paribas ($2,35 трлн на 2017 год, 8-е место в мире), Crédit Agricole ($2,11 трлн, 11-е место), Société Générale ($1,53 трлн, 20-е место) и Groupe BPCE ($1,51 трлн, 21-е место), все четыре банка входят в число глобально системно значимых банков. Активы пятого банка Франции, Crédit Mutuel, составляют $950 млрд (что вдвое больше активов крупнейшего банка России, Сбербанка). Около половины деятельности трёх крупнейших банков приходится на другие страны, в основном на Бенилюкс, Восточную и Южную Европу, а также Африку (преимущественно бывшие французские колонии). Из стран Азии значительное присутствие французским банкам удалось создать лишь в Японии, на американском континенте — в Бразилии. Наибольшим из зарубежных банков, работающих во Франции, является HSBC France, дочерняя структура британского холдинга HSBC, которая занимает 7-е место во Франции по активам (168 млрд евро). Для банковского рынка Франции характерно отсутствие роста, за последние 10 лет основные показатели четырёх крупнейших банков остались на том же уровне или даже имели тенденцию к снижению (особенно с учётом инфляции).
|                  | Активы, трлн евро | Депозиты, млрд евро | Собственные средства, млрд евро | Выручка, млрд евро | Чистая прибыль, млрд евро | Рыночная капитализация, млрд евро | Сотрудников, тыс. чел. |
| ---------------- | ----------------- | ------------------- | ------------------------------- | ------------------ | ------------------------- | --------------------------------- | ---------------------- |
| BNP Paribas      | 2,041             | 797                 | 105,7                           | 42,52              | 8,005                     | 85,4                              | 203                    |
| Crédit Agricole  | 1,855             | 790                 | 112,8                           | 32,84              | 7,369                     | 31,4                              | 141                    |
| Société Générale | 1,309             | 417                 | 65,81                           | 25,21              | 4,556                     | 19,4                              | 149                    |
| Groupe BPCE      | 1,273             | 833                 | 73,4                            | 24,00              | 3,026                     | -                                 | 105                    |

Примечание. Данные за 2018 год, рыночная капитализация на сентябрь 2019 года.
Главной фондовой биржей является Парижская (с 2000 года она являются частью второй крупнейшей фондовой биржи Европы Euronext и называется Euronext Paris). Рыночная капитализация компаний, акции которых котировались на французских биржах, на март 2017 года составляла $1,591 трлн.

## Сельское хозяйство
В сельском хозяйстве занято около 3 % трудовых ресурсов. На Францию приходится 18 % производства сельскохозяйственной продукции Евросоюза, в частности более трети производства масличных культур, зерновых и вина. На агропродукцию приходится около восьмой части экспорта Франции. Сельскохозяйственные угодья занимают 52,7 % территории Франции, в том числе пахотная земля — 33,4 %, постоянные культуры — 1,8 %, пастбища — 17,5 %; на леса приходится 29,2 % территории страны (оценка на 2018 год).
Пахотное земледелие в основном развито в северной и западной частях страны (Парижский бассейн). Основными зерновыми культурами являются пшеница и кукуруза. Около четверти стоимости агропродукции приходится на вино, фрукты и овощи. Из фруктов наибольшее значение имеют яблоки, груши и персики, из овощей — картофель, томаты, лук и морковь, из технических культур — сахарная свекла, из масличных — рапс и подсолнечник.
Животноводство приносит около трети оборота сельского хозяйства. Традиционно развито молочное скотоводство, однако его роль с 1980-х годов сокращается из-за молочных квот Евросоюза. Франция занимает второе место в Евросоюзе по производству молока (после Германии) и третье по производству свинины.

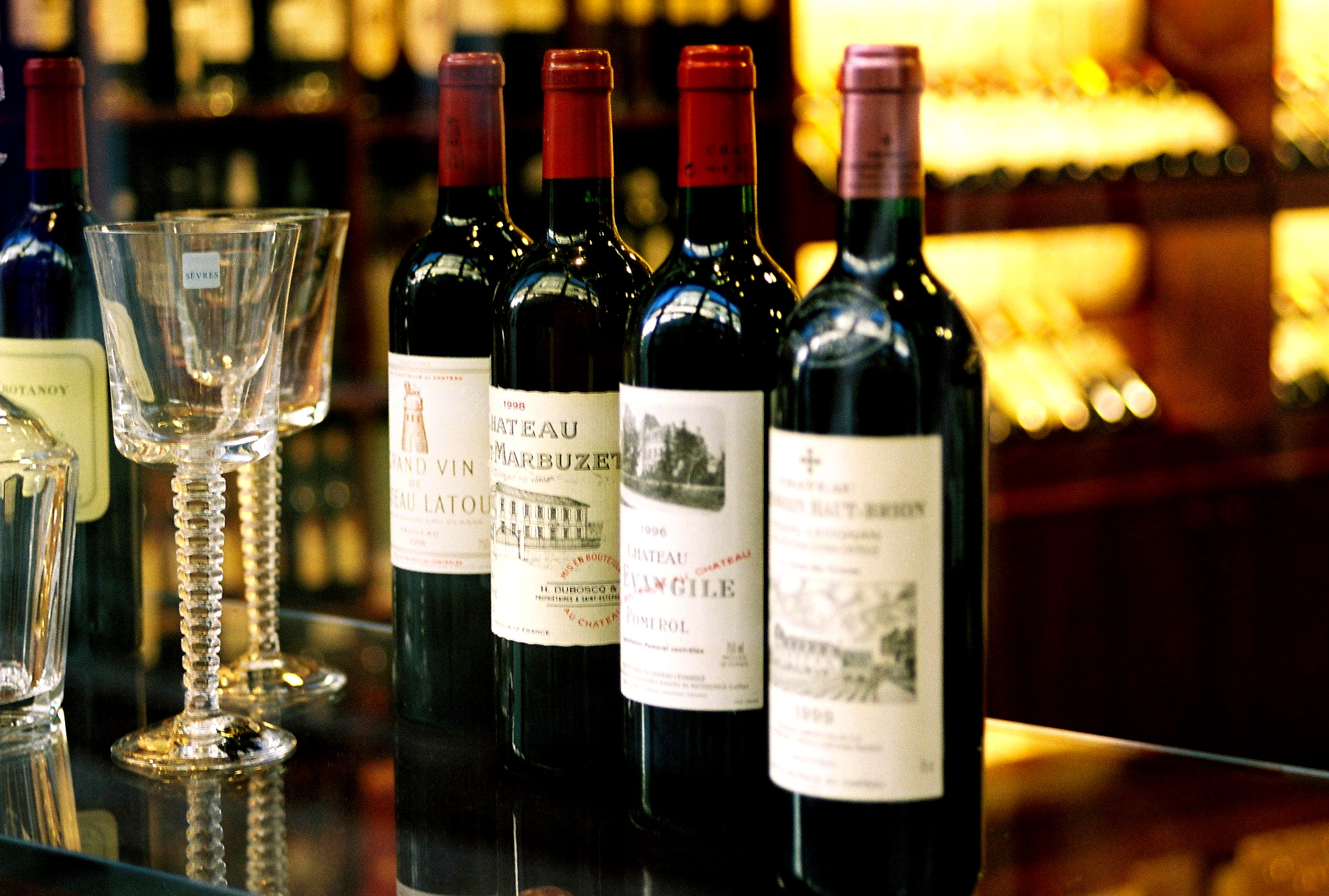
Французские вина Бордо

Число ферм во Франции неуклонно снижается, как за счёт укрупнения, так и закрытия; от 2 млн ферм в середине 1950-х годов к концу 1990-х годов осталось 700 тысяч. В 1978—2003 годах численность самодеятельного населения, занятого в сельском хозяйстве, сократилась с 2,1 до 1,0 млн человек.
Особенностью Франции является очень высокая доля урожая зерна, идущая на экспорт. Например, в 2003 году при сборах зерна 50,2 млн т Франция экспортировала 27,9 млн т, тогда как США при сборах 348,6 млн т вывезли за пределы страны 82,2 млн т.
Франция неизменно входит в тройку крупнейших а мире производителей и экспортёров вина (см. Виноделие во Франции).

## Промышленность

### Добывающая промышленность
Франция располагает значительными запасами отдельных видов полезных ископаемых: угля, железных и урановых руд, бокситов, цинка, калийных солей, сурьмы, мышьяка, полевого шпата, флюорита, гипса и др; в Гвиане также имеются золото, нефть, каолин, ниобий и тантал. Однако, к концу XX века добыча была практически прекращена, в частности, последняя угольная шахта была закрыта в 2004 году. В значительных объёмах ведётся добыча калийных солей, хлорида натрия, серы, строительного камня, песка и гравия, в небольших количествах — нефти, газа, руд цветных металлов, урановой руды.

### Промышленное производство

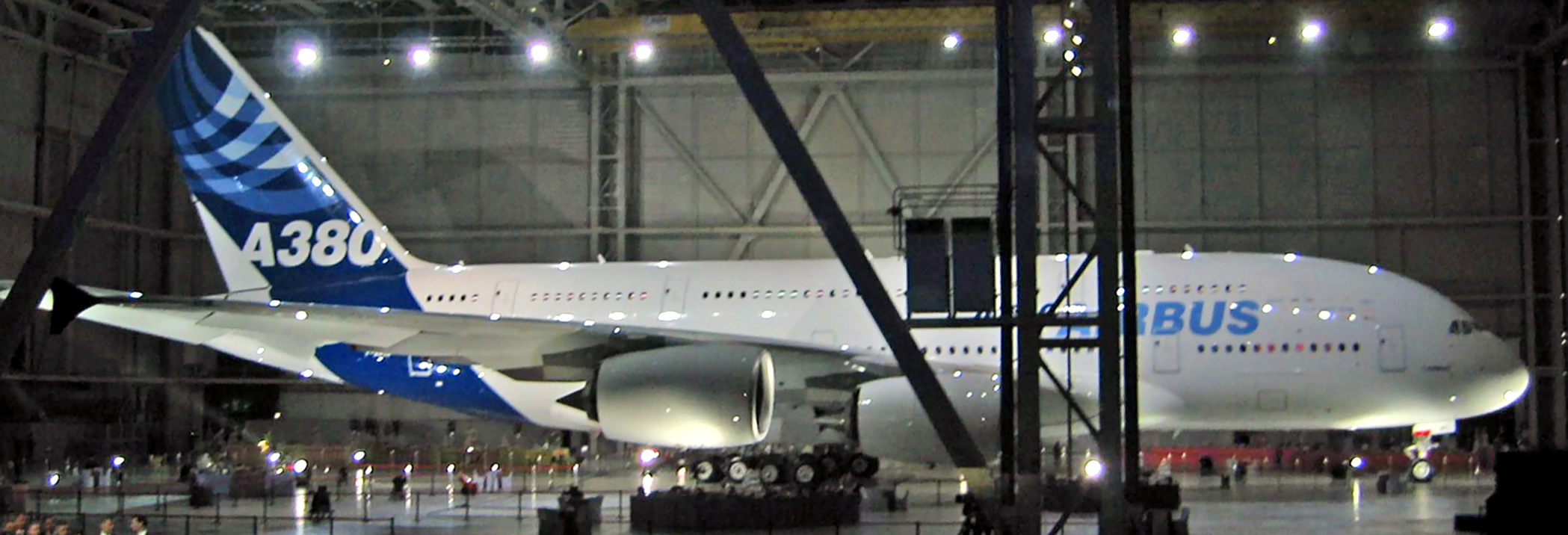
Сборка Airbus A380 в Тулузе

Роль промышленного производства во Франции начала резко сокращаться в конце 1970-х годов. По состоянию на начало 2020-х годов на промышленность приходилось около 20 % ВВП и столько же трудовых ресурсов. Среди наиболее развитых отраслей — машиностроение (включая автомобилестроение и оборонный сектор), химическая, авиакосмическая (Франция играет ведущую роль в Европейском космическом агентстве), пищевая (по объёму экспорта на втором месте в мире после США), радиоэлектронная, информатика, судостроение, электротехническая.
В области автомобилестроения Франция в 2022 году занимала 12-е место в мире и 3-е место в Европе после Германии и Испании. За год было произведено 1,01 млн легковых автомобилей и 373 тысячи грузовиков. Основными концернами в этой отрасли являются Renault и французский филиал международной группы Stellantis (марки Peugeot и Citroën). В то же время продажи автомобилей во Франции в 2022 году составили 1,93 млн штук, таким образом, страна является нетто-импортёром автомобилей. Во Франции базируется один из крупнейших производителей шин — компания Michelin.
Основой аэрокосмической отрасли является французская часть европейского концерна Airbus Group, производящая гражданские самолёты, а также вертолёты и военные самолёты, главная производственная площадка находится в Тулузе. Второй по значимости является компания Dassault Aviation, производитель военных самолётов и бизнес-джетов.
Франция занимает третье место в мире по экспорту оружия после США и России. В 2018 году продажи составили $1,76 млрд, в основном страна экспортирует военные самолёты и вертолёты (истребитель Rafale, вертолёт NH-90), корабли (фрегат Gowind-2500), противотанковые ракеты MILAN и авиационные ракеты MICA. Крупнейшими производителями военной техники во Франции являются Airbus, Safran, Thales, Eurocopter, Dassault Aviation, Constructions Mécaniques de Normandie (CNM), DCNS, Nexter Systems и Arquus, основные импортёры — Египет, Саудовская Аравия и Индия.
Оборот химической отрасли (включая фармацевтику) в 2021 году составил 97 млрд евро (10 % промышленного производства). В отрасли работает 3500 компаний, в ней занято 168,5 тыс. человек. Три четверти продукции идёт на экспорт. Среди крупнейших компаний отрасли — TotalEnergies Petrochemical (нефтехимическое подразделение TotalEnergies), Arkema (пластмассы), Parfumes Christian Dior (парфюмерия), Basell Polyolefines France (французский филиал LyondellBasell, полиолефины), Adisseo (пищевые добавки), Kem One (винилхлорид), Rhodia Operations (французский филиал Solvay), Lubrizol France (филиал американской Lubrizol), Versalis France (филиал итальянской группы Eni), SNF Floerger. Оборот фармацевтической промышленности Франции составляет около 30 млрд евро, крупнейшими компаниями являются Sanofi, Servier, Ipsen и Laboratoires Pierre Fabre, а также французские филиалы компаний Bayer, Johnson & Johnson, AstraZeneca, Teva и других.
Главные направления пищевой промышленности — мясомолочная продукция и напитки (вино, спиртные и безалкогольные). В этой отрасли преобладают малые и средние предприятия, однако имеется и несколько крупных компаний, таких как Danone, Lactalis, Pernod Ricard, Sodiaal, а также филиалы международных корпораций, включая Nestlé, Mondelēz International, Cargill и Unilever.
Относительно незначительную роль в общем объёме экономики, но важную для престижа страны играет производство и продажа предметов роскоши, в этой сфере работают такие компании, как LVMH, Hermès, Kering и Chanel.

## Энергетика

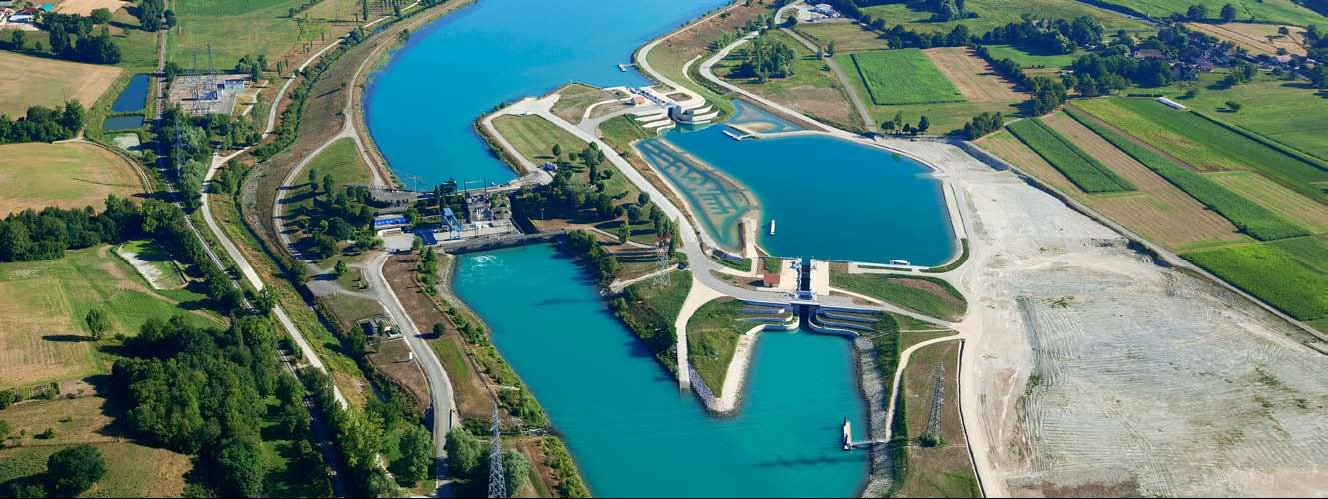
ГЭС Англефор

Оценочные суммарные извлекаемые запасы энергоносителей, рассчитанные по данным Управления энергетической информации США (на декабрь 2015 года), составили 33 млн тонн условного топлива (в угольном эквиваленте) или 0,003 % от общемировых (179 стран мира). В структуре запасов 55 % приходится на нефть и 45 % на природный газ.
Запасы нефти по состоянию на 2021 год оценивались в 61,7 млн баррелей; собственная добыча составляла 81,5 тысяч баррелей в день в то время как потребление нефтепродуктов — 1,67 млн баррелей в день. Запасы природного газа оценивались в 7,79 млрд м³; собственная добыча незначительна (16,2 млн м³ в год), импорт газа за 2020 год составил 46,1 млрд м³, из них 38,2 млрд м³ было потреблено внутри страны, а остальное реэкспортировалось.

### Электроэнергетика

АЭС Каттеном

Электроэнергетический комплекс Франции входит в пятёрку крупнейших в Евросоюзе, наряду с комплексами Великобритании, Германии, Испании и Италии. Его отличительной особенностью является большая доля ядерной энергетики — 56 ядерных реакторов общей установленной мощностью 61,4 ГВт вырабатывают около 70 % электроэнергии в стране.
По состоянию на 2020 год структура основных показателей электроэнергетики Франции характеризовалась следующими данными:
- Установленная мощность генерирующих источников — 138,6 ГВт (9-е место в мире);
- Производство электроэнергии-брутто — 570,8 млрд кВт∙ч;
- Потребление электроэнергии — 472,7 млрд кВт∙ч (10-е место в мире);
- Экспорт — 64,4 млрд кВт∙ч (3-е место в мире);
- Импорт — 19,6 млрд кВт∙ч (12-е место в мире);
- Потери при передаче — 36,2 млрд кВт∙ч (9-е место в мире).

В электроэнергетике Франции доминирует государственная горизонтально-интегрированная компания Électricité de France (EDF), на неё в 2019 году приходилось 90 % установленной мощности генераторов и 98 % производства электроэнергии.
С 1 августа 2022 года во Франции перестал действовать «тарифный щит», сдерживавший рост цен на электроэнергию. В результате тарифы для трети населения выросли примерно на 10 %, или €150-278 в год; после двух повышений цен в 2023 году французы платят за электричество на 25 % больше.
Во Франции наиболее низкий уровень классических возобновляемых источников энергии (ВИЭ) в сравнении с Великобританией, Германией, Испанией и Италией. Тем не менее, как и в остальных странах Европейского союза отмечается значительный их рост.

## Сфера услуг

### Розничная торговля
Оборот розничной торговли Франции в 2022 году составлял 547 млрд евро, из этой суммы около половины пришлось на торговлю едой, 20 % — на одежду и обувь, 15 % — на электронику и бытовую технику. Более половины продаж приходилось на сети гипермаркетов, супермаркетов и дискаунтеров, около 20 % — на торговлю онлайн.
Крупнейшими розничными сетями по объёму продаж в 2021 году были E.Leclerc (51 млрд евро, 1400 гипермаркетов), Carrefour (35,3 млрд евро, 5145 супермаркетов), Les Mousquetaires (34,7 млрд евро, 2200 торговых точек), Système U (23,0 млрд евро, 1568 торговых точек), Auchan (16,2 млрд евро, 527 гипермаркетов), Lidl (14,5 млрд евро, 1627 супермаркетов), Groupe Casino (14,0 млрд евро, 5515 торговых точек), Leroy Merlin (7,5 млрд евро, 140 гипермаркетов), Euronics (6 млрд евро, 115 торговых точек). В торговле через интернет наибольший оборот имеет Amazon.

### Транспорт
Франция обладает развитой транспортной сетью, в последние десятилетия обозначилась тенденция к повышению роли автодорожного транспорта: в 1985 году на него приходилось 61,6 % от общего объёма перевезенных грузов внутри страны, а в 2001 году 76,7 %. За этот период резко сократилась доля внутренних грузоперевозок другими видами: железнодорожным (с 23,3 до 13,8 %), внутренним водным (с 3,6 до 2,2 %) и трубопроводным (с 11,5 до 7,3 %).
Франция располагает самой развитой в Европе сетью железных дорог. С 1981 года большинство городов связаны между собой сетью высокоскоростных магистралей (TGV), такая же ветка проложена в тоннеле под проливом Ла-Манш. Общая протяжённость железных дорог составляет 27 860 км, из них 16 660 км электрифицирован, ширина колеи стандартная (1435 мм). Оператором железнодорожных перевозок является государственное предприятие SNCF.
Во Франции зарегистрировано 19 авиакомпаний (крупнейшая из них Air France), общий их флот составляет 553 самолётов, объём перевозок составляет 70,2 млн пассажиров и 4,4 млрд мт-км грузов в год (на 2018 год). В стране 464 аэропортов, из них 294 с твёрдым покрытием и 14 со взлётно-посадочной полосой более 3 км.
Под французским флагом ходит 549 судов, включая 32 контейнеровоза и 26 танкеров. Крупнейшими портами страны являются Брест, Кале, Дюнкерк, Гавр, Марсель и Нант. Крупнейший контейнерный терминал находится в Гавре (3,02 млн TEU в 2021 году), терминалы по приёму сжиженного газа имеются в Фо-Кавау, Фо-Тонкен, Монтуар-де-Бретань. Крупнейшими речными портами являются Париж и Руан на Сене, Страсбург на Рейне, Бордо на Гаронне. В Марселе базируется одна из крупнейших компаний по морским контейнерным перевозкам CMA CGM.
Трубопроводный транспорт представлен газопроводами (15,3 тыс. км), нефтепроводами (2,9 тыс. км) и трубопроводами для нефтепродуктов (5,1 тыс. км).

### Телекоммуникации
Телекоммуникации во Франции хорошо развиты (3-е место в Европе), страна занимает 6-е место в мире по количеству телефонных линий на 100 жителей (58), 11-е место по доле населения с доступом к Интернету (85,6 %) и 22-е место по количеству абонентов мобильной связи (более 69 млн, то есть 103 на 100 жителей). Международная связь обеспечивается подводными кабелями (с другими странами Европы, Азией, Африкой, Австралией, Ближним Востоком и США), четырьмя наземными станциями спутниковой связи (2 Intelsat, Eutelsat, Inmarsat), высокочастотной радиотелефонной связью с более, чем 20 странами.
Крупнейшим оператором связи является компания Orange (бывшая государственная монополия France Telecom). Конкуренцию на рынке мобильной связи ей составляют SFR, Bouygues Telecom и Free Mobile.

### Туризм

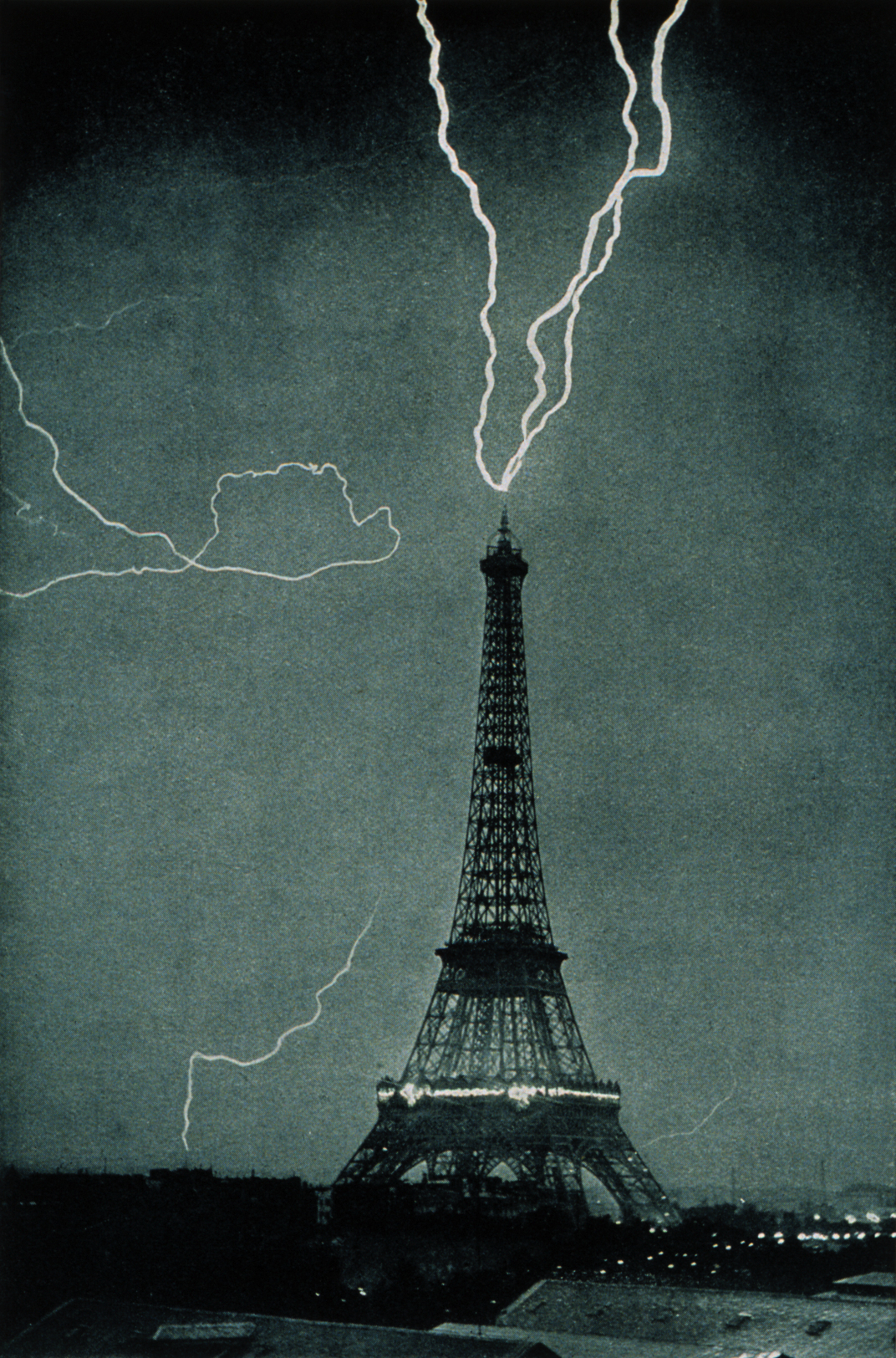
Эйфелева башня, самая посещаемая достопримечательность Франции

Туризм является важной статьёй дохода французской экономики. Франция остаётся самой посещаемой страной мира (89 млн иностранных туристов в 2017 году), опережая Испанию (58,5 млн в 2006) и США (51,1 млн в 2006). Данные исключают транзитных пассажиров (менее 24 часа).
Рекордное количество туристов было в 2019 году — 90 млн, в 2022 году страну посетило 75 млн туристов. Выручка от туризма за 2022 год составила 58 млрд евро. В пятёрку самых посещаемых мест страны входят Диснейленд Париж, Лувр, Версаль, Эйфелева башня и Центр Помпиду.

### Игорный бизнес
Валовая выручка игорного бизнеса (сумма ставок за вычетом выиграшей) в 2023 году составила 13,4 млрд евро, по этому показателю Франция занимала третье место в Европе после Италии (22 млрд евро) и Великобритании (17 млрд евро). Из этой суммы на лотерею пришлось 5,6 млрд евро, ставки на спорт — 2,5 млрд евро, ставки на скачки — 2,1 млрд евро, казино — 2,8 млрд евро, онлайн покер — 0,5 млрд евро.
В этой сфере доминируют две компании: Française des Jeux (имеет монополию на лотереи и ставки на спорт) и Pari mutuel urbain (организатор скачек на парижских ипподромах). Помимо этого, во Франции работает более 200 казино.

## Внешняя торговля
«Золотой век» французского экспорта пришёлся на 1992—1999 годы, когда сальдо торгового баланса Франции было максимальным и страна обладала механизмами для его корректировки (девальвация франка). После вступления в Еврозону французская экономика стала быстро терять конкурентоспособность в результате утраты такого инструмента, и, как следствие, усиления экспортного давления со стороны Германии, Китая, стран Восточной Европы.
Внешнеторговый баланс Франции по товарам сильно отрицательный, что лишь частично компенсируется положительным балансом по услугам (благодаря туризму). В 2022 году экспорт товаров составил 617,9 млрд долларов, а импорт — 818,3 млрд долларов; экспорт услуг составил 337,2 млрд долларов, а импорт услуг — 285,8 млрд долларов. На внешнюю торговлю в 2022 году пришлось 72 % ВВП. Основным торговым партнёром является Германия (14,6 % импорта и 13,7 % экспорта). Другими важными направлениями экспорта были Италия (9,2 %), США (7,9 %), Бельгия (7,9 %) и Испания (7,6 %); источники импорта — Бельгия (11,3 %), Нидерланды (8,2 %), Испания (7,7 %), Италия (7,4 %).
Основные статьи экспорта товаров в 2022 году: самолёты и вертолёты (4,2 %), медикаменты (4,2 %), автомобили (3,4 %), газовые турбины (2,6 %), автокомплектующие (2,1 %). Статьи импорта: природный газ (7,4 %), автомобили (4,6 %), нефть и нефтепродукты (4,5 %), медикаменты (2,1 %). В экспорте услуг главные статьи — транспортные услуги (28,4 %) и туризм (19,6 %); в импорте услуг основными статьями были транспортные услуги (23,4 %), туризм (18,1 %), компьютерные и информационные услуги (12,0 %).
В 2007 году товарооборот с Россией составил 16,7 млрд евро по данным французской статистики, 16,4 млрд долл. по данным российской статистики.

## Иностранные инвестиции
Прямые иностранные инвестиции во Францию в 2022 году составили 36,4 млрд долларов, по накопленным инвестициям (978 млрд долларов) Франция занимала 13-е место в мире. Наибольшие средства в экономику Франции вложили США (18,3 % накопленных инвестиций), Швейцария (13,4 %), Германия (12,3 %), Великобритания (11,5 %), Люксембург (9,4 %), Бельгия (6,7 %), Нидерланды (4,5 %), Италия (4,4 %), Испания (3,1 %). Основными секторами, привлекшими капиталовложения, были промышленное производство (29,1 %), финансы и страхование (25,7 %), недвижимость (21,3 %), оптовая и розничная торговля (7,4 %).
Сильными сторонами французской экономики считаются развитые сфера услуг, промышленная база и аграрный сектор, расположение в Западной Европе, развитая инфраструктура, квалифицированная и продуктивная рабочая сила, сравнительно стабильная и прозрачная юридическая база. Главными недостатками являются одна из самых высоких ставок корпоративного налога, дорогая рабочая сила, жёсткое регулирование трудовых отношений, высокая безработица, растущее социальное неравенство, высокий госдолг (более 100 % ВВП), невысокая роль малого и среднего бизнеса в экспорте и инновациях.

## Рынок труда
В 1998—2008 годах была официально установлена 35-часовая рабочая неделя (самая короткая в Европе), но в 2008 году её отменили, теперь работодатель вправе заключать индивидуальные соглашения с профсоюзами и определять количество рабочих часов и сверхурочных
Степень социальной защиты населения — одна из самых высоких в мире, что однако усугубляет проблему низкой конкурентоспособности французской продукции на современном этапе. Примерно 30 % ВВП расходуется на социальные нужды.
Трудовые конфликты
В послевоенные 1940-е — 1960-е годы Франция отличалась массовым забастовочным движением, но в дальнейшем оно резко ослабло по сравнению с другими государствами Европы (в 1996 г. в Италии число забастовщиков составляло 1,7 млн, в Испании — 1 млн, в Англии — 364 тыс., в Германии — 164 тыс., а во Франции — всего 141 тыс.).

## Доходы населения
В 2022 году средний размер оплаты труда во Франции составлял, по данным ОЭСР, €3138,33 (брутто) и €2504,42 (нетто) в месяц. С 1 января 2024 года минимальный размер оплаты труда во Франции составляет 1766,92 евро (брутто) и 1398,69 евро (нетто).

### Миллиардеры Франции
Среди самых богатых людей Франции по состоянию на 2023 год были:
- Бернар Арно — глава группы LVMH, 193,2 млрд долларов;
- Франсуаза Беттанкур Майерс — доля в L’Oréal и другие активы, 93,7 млрд долларов;
- Жерар и Ален Вертхаймеры — братья, владельцы дома Chanel, 34,4 млрд долларов;
- Франсуа Пино — основатель группы Kering и Groupe Artémis[англ.], 31,6 млрд долларов;
- Эммануэль Беснье[англ.] — глава компании Lactalis, 24,7 млрд долларов;
- Николя Пуэш[англ.] — доля в Hermès, 11,4 млрд долларов;
- Родольф, Таня и Жак Сааде — доля в CMA CGM, 9,8 млрд долларов;
- Венсан Боллоре — глава инвестиционной компании Bolloré, 9,5 млрд долларов;
- Тьерри Дассо[англ.] — глава Dassault Group, 9,4 млрд долларов.